# Marie Thérèse Rodet Geoffrin

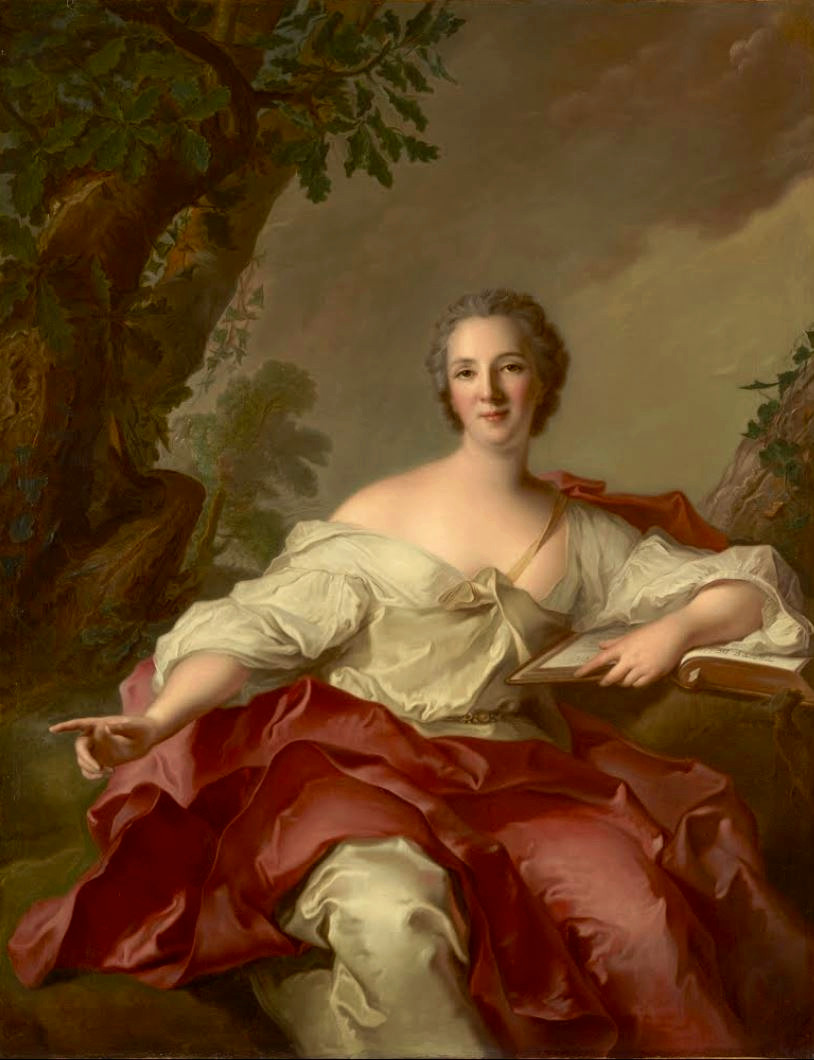
Jean-Marc Nattier, Porträt Marie Thérèse Geoffrins, 1738, Tokyo Fuji Art Museum

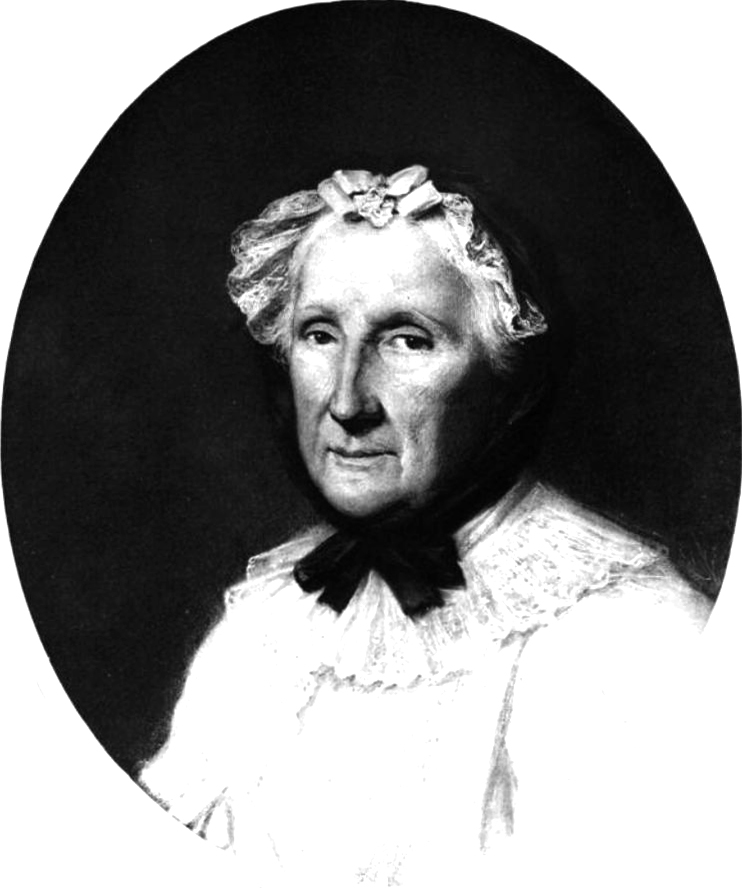
Zeichnung Madame Geoffrins in hohem Alter

Marie Thérèse Geoffrin, geborene Rodet (* 2. Juni 1699 in Paris; † 6. Oktober 1777 ebenda), bekannt als Madame Geoffrin, war eine Autorin und Salonnière der Aufklärung. Sie gilt als eine der geistreichsten Frauen des 18. Jahrhunderts.

## Leben und Schaffen
Geoffrin war die Tochter von Pierre Rodet, Kammerdiener des Dauphins, und der Bankierstochter Angelique Thérèse Chemineau. Sie wuchs nach dem frühen Tod ihrer Mutter bei ihrer Großmutter auf, die sie eben 14-jährig am 19. Juli 1713 mit Pierre François Geoffrin verheiratete, einem reichen 49-jährigen Witwer. Dem Spiegelfabrikanten und Oberstleutnant der Bürgermiliz (lieutenant-colonel de la Milice de Paris) gebar sie 1715 eine Tochter, 1717 einen Sohn.

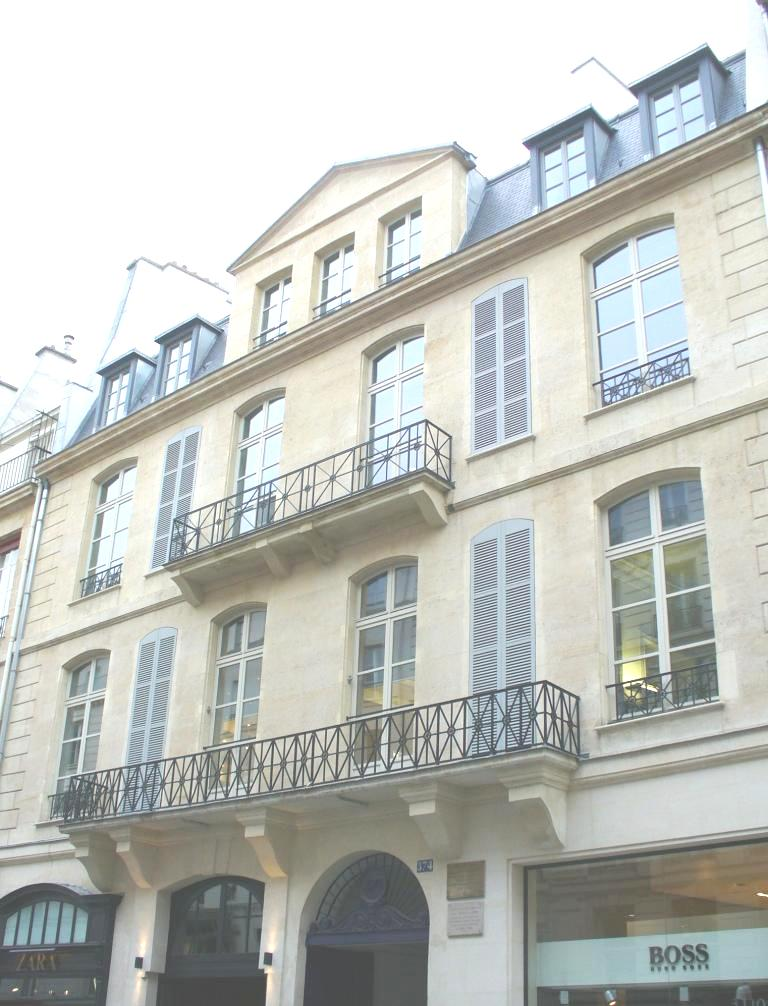
Salon der Madame Geoffrin in Paris N° 374 rue Saint-Honoré (Paris Ier), Gemälde von 1812

Bereits in jungen Jahren besuchte sie Literarische Salons, in denen Vordenker der Aufklärung verkehrten, und erwarb hier eine gewisse Bildung, die sie aufgrund ihrer einseitigen Erziehung nie erlangt hatte. So hatte sie tanzen gelernt, auch zu lesen, jedoch nicht selbst zu schreiben – was in ihrer Zeit üblich war. Sie selbst las nur wenige Autoren. Der Salon der Marquise de Tencin gilt daher als maßgeblicher Einfluss für ihre Fertigkeiten in der Konversation, die in hohem Ansehen stand.
Als 1749 sowohl ihr Mann als auch Madame de Tencin verstarben, erfuhr ihr eigener Salon eine erhebliche gesellschaftliche Aufwertung, denn sie übernahm zahlreiche Gäste des Salons der Marquise de Tencin. So erklärte etwa Tencins Stammgast Fontenelle: „Wohlan, jetzt werde ich dienstags bei Madame Rodet Geoffrin speisen“.
Diesen Salon organisierte sie bis in ihr Todesjahr 1777 zweimal pro Woche in ihrem Haus im Hôtel de la rue Saint-Honoré, ein weiträumiges Gebäude, das seineirzeit ihr vermögender Ehemann erworben hatte. Sie lud Künstler, Gelehrte, Literaten und Philosophen wie etwa Denis Diderot oder d'Alembert ein. Zu ihren Gästen zählten auch Marmontel, Montesquieu, Morellet, Réaumur, Buffon, Rousseau, Marschall Richelieu und Antoine Léonard Thomas.

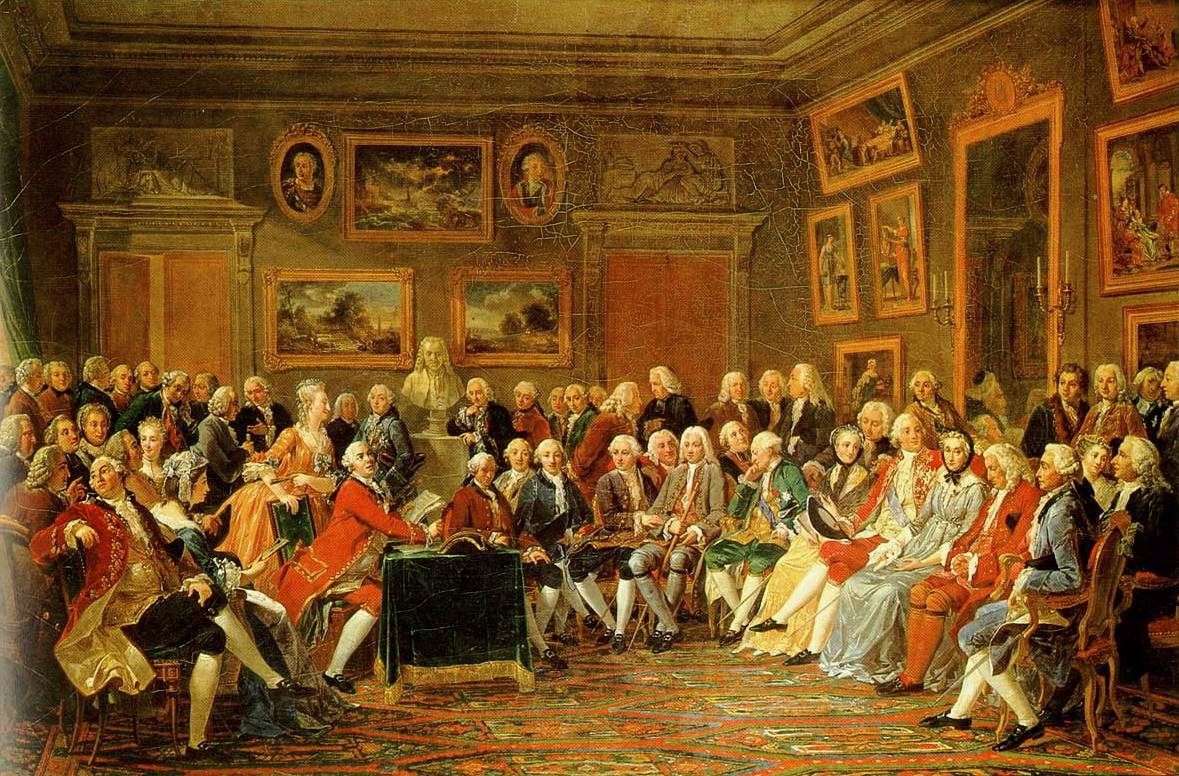
Der literarische Salon von Madame Geoffrin (1755)

Geoffrin war nicht nur eine vermögende, sondern auch eine freigebige Frau, die beispielsweise die Spielschulden ihres Gastes Stanisław August Poniatowski übernahm, dessen Vater, Fürst Poniatowski, sie mit seiner gesellschaftlichen Bildung beauftragt hatte. Stanisław August pflegte noch Jahre später ein freundschaftliches Verhältnis zu ihr und lud sie 1766, zwei Jahre nach seiner Krönung zum polnischen König, nach Warschau ein. Auf der Zwischenstation in Wien wurde sie von Maria Theresia und Joseph II. empfangen.
Sie trat für die Freiheit im Sinne der Aufklärung ein und unterstützte die Enzyklopädisten, was dazu beitrug, dass der Druck der Encyclopédie trotz der Zensur in Frankreich ermöglicht wurde.
Ihre Abhandlung Sur la conversation (Über die (geistreiche) Unterhaltung) und ihr Briefwechsel mit berühmten Persönlichkeiten der Aufklärung (Lettres) wurden von André Morellet herausgegeben. Jean-Baptiste le Rond d’Alembert, Antoine Léonard Thomas und Morellet verfassten Lobschriften, die unter dem Titel Éloges de Madame G. in Paris 1812 gemeinsam veröffentlicht wurden.